# Dalea verna
Dalea verna är en ärtväxtart som beskrevs av Rupert Charles Barneby. Dalea verna ingår i släktet Dalea, och familjen ärtväxter. Inga underarter finns listade i Catalogue of Life.